# Konstantin Rodzajewski
Konstantin Władimirowicz Rodzajewski ros. Константи́н Влади́мирович Родзае́вский (ur. 11 sierpnia 1907 w Błagowieszczeńsku, zm. 30 sierpnia 1946 roku w Moskwie) – rosyjski prawnik i polityk faszystowski, przywódca Rosyjskiej Partii Faszystowskiej w latach 1936-1943.

## Młodość i edukacja
Był synem notariusza Władimira Iwanowicza Rodzajewskiego i Nadieżdy Michajłownej. Jego rodzina pochodziła z Syberii. W 1925 Rodzajewski przepłynął graniczną rzekę Amur i uciekł ze Związku Radzieckiego do Mandżurii, trzy lata później dołączył do niego ojciec i młodszy brat. W Harbinie Rodzajewski podjął studia prawnicze, w czasie których zetknął się z rosyjskimi działaczami nacjonalistycznymi Georgijem Ginsem i Władimirem Nikiforowem, którzy odegrali istotną rolę w kształtowaniu się jego poglądów politycznych. Wokół Nikiforowa powstała organizacja Związek Narodowych Syndykatów Robotników Rosyjskich, skupiająca Rosjan zafascynowanych włoskim faszyzmem. W 1931 Rodzajewski związał się z rosyjskim ruchem faszystowskim.

## Działalność polityczna i wojskowa
26 maja 1931 objął stanowisko sekretarza generalnego nowo powstałej Rosyjskiej Partii Faszystowskiej. W 1934 partia ta połączyła się z Wszechrosyjską Organizacją Faszystowską, kierowaną przez Anastasija Wonsiackiego, a na czele połączonej partii stanął Rodzajewski. Partia wzorowała się na włoskim faszyzmie, a jednym z jej symboli była swastyka. Działacze partii nosili czarne stroje i czarne pasy. W Mandżurii liczebność partii sięgała 12 tysięcy członków, struktury partii działały w 26 państwach świata. Rodzajewski zaangażował się w organizowanie państwa Białych Rosjan, które miało powstać w Mandżurii, pozostającej pod kontrolą Japonii. W ramach Armii Kwantuńskiej powstał oddział Asano, który miał w przyszłości zająć się działalnością sabotażową na tyłach Armii Czerwonej, jeśli ta zaatakuje terytorium Japonii. W okresie II wojny światowej działalność żołnierzy Asano ograniczała się do aktów sabotażu na terytorium Związku Radzieckiego. W tym czasie Rodzajewski poświęcił się także działalności publicystycznej. W swoich tekstach poruszał m.in. problem kwestii żydowskiej w XX wieku.
Pod koniec II wojny światowej Rodzajewski był przekonany, że system rządów Józefa Stalina ewoluuje w kierunku nacjonalizmu, odchodząc od komunizmu. 25 października 1945 poddał się władzom radzieckim w Harbinie w przekonaniu, że będzie mógł bezpiecznie powrócić do Rosji. Po przekroczeniu granicy radzieckiej został aresztowany wraz ze swoim współpracownikiem Lwem Ochotinem. 26 sierpnia 1946 stanął przed sądem wojskowym. Oskarżono go o prowadzenie działalności wrogiej wobec państwa radzieckiego, a także o działalność szpiegowską i terrorystyczną na terytorium ZSRR. 30 sierpnia sąd, którego obradom przewodniczył Wasilij Ulrich, skazał go na karę śmierci. W tym samym dniu został rozstrzelany w więzieniu na Łubiance. W 2001 ukazało się w Rosji jedno z dzieł Rodzajewskiego pt. Завещание Русского фашиста (Ostatnia wola rosyjskiego faszysty).

## Życie osobiste
Konstantin Rodzajewski był dwukrotnie żonaty. Pierwszą jego żoną była Lidija Georgijewna Małkowa, z którą ożenił się w 1929. Z tego związku przyszło na świat dwoje dzieci, które zmarły w pierwszych latach życia. W 1936 Rodzajewski rozwiódł się, a rok później ożenił się z Neonilą Jaliszewą, z którą miał troje dzieci (jedno z nich zmarło w pierwszych latach życia).